# Lukrécie Barberini
Lukrécie Barberiniová (italsky Lucrezia Barberini, 24. října 1628 – 24. srpna 1699) byla italská šlechtična a sňatkem vévodkyně z Modeny. Členka rodiny Barberiniů a poslední manželka Františka I. d'Este.

## Život
Lukrécie se narodila 24. října 1628 jako nejstarší z pěti dětí Taddea Barberiniho, knížete z Palestriny a jeho manželky Anny Colonnové, dcery Filipa I. Colonny, knížete z Paliana.
Byla sestrou Maffea Barberiniho a kardinála Carla Barberiniho a praneteří papeže Urbana VIII. Jejími strýci byli tři kardinálové: Francesco Barberini, Antonio Barberini a Girolamo Colonna.
Její bratranec Lorenzo Onofrio Colonna, kníže z Paliana, byl manželem Marie Manciniové, neteře Prvního ministra Francie kardinála Mazarina.

## Manželství
14. října 1654 se provdala za Františka I. d'Este, vévodu z Modeny, jemuž porodila syna a pozdějšího dědice Rinalda. Svatba se konala ve městě Loreto ve Svaté chýši. V mnoha ohledech manželství představovalo již dlouhodobé příměří mezi rody Estenských a Barberiniů, které byly proti sobě během první války o Castro.
Měli spolu jediného syna Rinalda, který se oženil se Šarlotou Brunšvicko-Lüneburskou.